# Clochafarmore

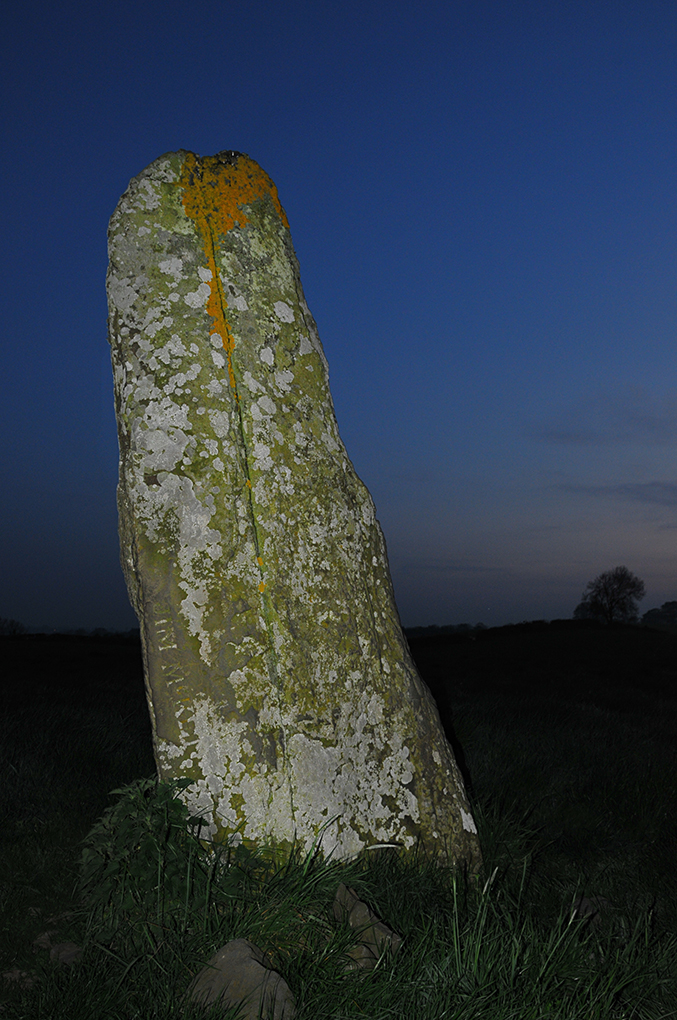
Il masso Clochafarmore di notte

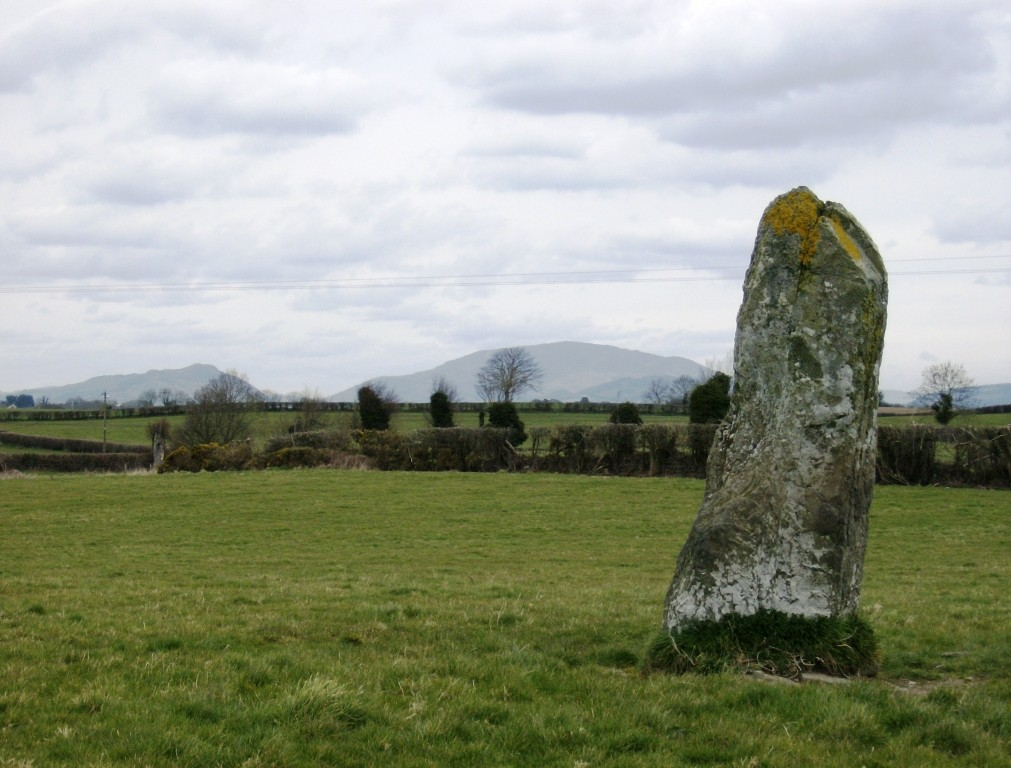
Il masso Clochafarmore in un campo.

Clochafarmore (in lingua irlandese:Cloch an Fhir Mhóir)  è un menhir e Monumento nazionale sito nella Contea di Louth in Irlanda.

## Ubicazione
Clochafarmore si trova a 1,4 km. ad est-nord-est di Knockbridge, Dundalk, sulla sponda sinistra del fiume Fane.

## Storia e leggenda

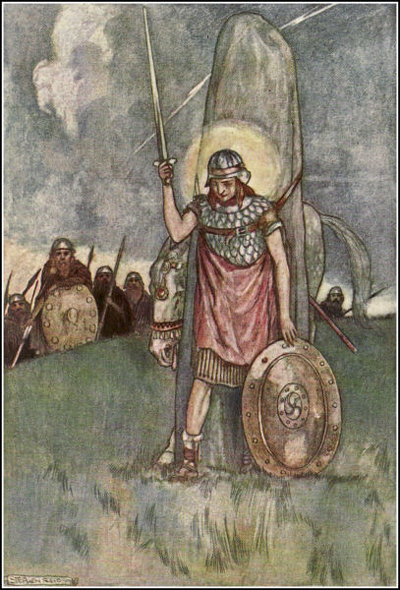
Morte di Cú Chulainn, illustrazione di Stephen Reid (1904).

Il masso, alto tre metri, fu eretto in un punto sconosciuto, in un lontano passato ritenuto durante l'età del bronzo.
Questo masso è tradizionalmente associato alla morte del leggendario eroe Cú Chulainn. Lugaid mac Con Roí aveva realizzato tre lance magiche ed era stato profetizzato che un re sarebbe morto da ognuna di esse. Con la prima uccise l'auriga e inseparabile compagno d'armi di Cú Chulainn, Láeg, con la seconda il cavallo di Cú Chulainn, Liath Macha e con la terza colpì Cú Chulainn, ferendolo a morte. Cú Chulainn si legò a una pietra, tradizionalmente Clochafarmore ("Pietra del grande uomo"), che era stata eretta per contrassegnare la tomba di un grande guerriero del passato.
Cú Chulainn continuò a combattere contro i suoi nemici, e fu soltanto quando un  corvo (la forma tradizionale di Mórrígan) atterrò sulla sua spalla che i suoi nemici credettero che fosse morto. Lugaid si avvicinò e lo decapitò, ma mentre lo faceva la "luce dell'eroe" bruciò intorno a Cú Chulainn e la sua spada gli cadde dalla mano e tagliò la mano di Lugaid. La luce scompare soltanto dopo che la mano destra di Lugaid era stata tagliata.
La regione è nota come An Breisleach Mór, “La grande carneficina", mentre il campo in cui si trova questa pietra si chiama Field of Slaughter (campo del massacro). Nel 1920 fu trovata una punta di lancia in bronzo nel campo, forse a dimostrazione che si trattava di un autentico antico sito di battaglia.